# Fernandes Tourinho
Fernandes Tourinho est une municipalité brésilienne de l'État du Minas Gerais et la microrégion de Governador Valadares.